# Lijst van voetbalinterlands Eritrea - Malawi
Deze lijst van voetbalinterlands is een overzicht van alle officiële voetbalwedstrijden tussen de nationale teams van Eritrea en Malawi. De landen hebben tot op heden een keer tegen elkaar gespeeld. Dat was een groepswedstrijd tijdens de CECAFA Cup 2011 op 29 november 2011 in Kampala (Oeganda).

## Wedstrijden
| № | Plaats  | Datum            | Competitie      | Wedstrijd        | Uitslag |
| - | ------- | ---------------- | --------------- | ---------------- | ------- |
| 1 | Kampala | 29 november 2011 | CECAFA Cup 2011 | Malawi − Eritrea | 3 − 2   |

## Samenvatting
| Competitie | Totaal gespeeld | Winst Eritrea | Gelijk | Winst Malawi | Doelsaldo Eritrea – Malawi |
| ---------- | --------------- | ------------- | ------ | ------------ | -------------------------- |
| CECAFA Cup | 1               | 0             | 0      | 1            | 2 − 3                      |
| Totaal     | 1               | 0             | 0      | 1            | 2 − 3                      |

ENFF · 
Eritrees vrouwenelftal
Interlands
Tegenstander:
Angola ·
Botswana ·
Burundi ·
Djibouti ·
Ghana ·
Jemen ·
Kameroen ·
Kenia ·
Malawi ·
Mali ·
Mozambique ·
Namibië ·
Nigeria ·
Oeganda ·
Rwanda ·
Senegal ·
Seychellen ·
Soedan ·
Somalië ·
Swaziland ·
Tanzania ·
Zimbabwe
FAM · 
Bondscoaches · 
Topscorers · 
Malawisch vrouwenelftal
1962 - 1969 · 
1970 - 1979 · 
1980 - 1989 · 
1990 - 1999 · 
2000 – 2009 · 
2010 – 2019 ·
2020 − 2029
Algerije ·
Angola ·
Bangladesh ·
Benin ·
Botswana ·
Burkina Faso ·
Burundi ·
Comoren ·
Congo-Brazzaville ·
Congo-Kinshasa ·
Djibouti ·
Egypte ·
Equatoriaal-Guinea ·
Eritrea ·
Ethiopië ·
Gabon ·
Ghana ·
Guinee ·
Ivoorkust ·
Jemen ·
Kameroen ·
Kenia ·
Lesotho ·
Liberia ·
Libië ·
Madagaskar ·
Mali ·
Marokko ·
Mauritius ·
Mozambique ·
Namibië ·
Nigeria ·
Oeganda ·
Rwanda ·
Sao Tomé en Principe ·
Senegal ·
Seychellen ·
Sierra Leone ·
Soedan ·
Somalië ·
Swaziland ·
Tanzania ·
Togo ·
Tsjaad ·
Tunesië ·
Zambia ·
Zimbabwe ·
Zuid-Afrika ·
Zuid-Soedan